# Araneus titirus
Araneus titirus är en spindelart som beskrevs av Simon 1896. Araneus titirus ingår i släktet Araneus och familjen hjulspindlar. Inga underarter finns listade i Catalogue of Life.